# Я вбиваю велетнів (фільм)
«Я вбива́ю ве́летнів» (англ. I Kill Giants) — американський фільм 2017 року, драма з елементами фентезі, знята лауреатом «Оскару» (2014), данським режисером Андерсом Вальтером (дан. Anders Walter) за сценарієм Джо Келлі (Joe Kelly), автора серії однойменних коміксів (2008—2009). У головних ролях: Медісон Вулф, Імоджен Путс, Зої Салдана, Дженніфер Елі та інші. Світова прем'єра фільму відбулася 9 вересня 2017 року на кінофестивалі в Торонто, в Україні — 29 березня 2018 року.
Дванадцятирічна Барбара Торсон біжить від реальності у свій вигаданий світ чаклунства та фантазій, де вона б'ється з велетнями. Її не розуміють однолітки, учителі та власна родина. І тільки новенька Софія, її ровесниця, намагається з нею подружитися.

## Сюжет
Юна Барбара Торсон живе зі своїм братом і старшою сестрою Карен. Вона захоплюється настільною грою Dungeons & Dragons і кар'єрою колишнього пітчера, бейсболіста Гаррі Ковелескі, на основі чого вигадала, що в світі існують велетні, з якими вона повинна боротись. Як вважає Барбара, велетні спричиняють різні лиха, які дорослі приписують стихії. Тому дівчинка майструє зброю та пастки, щоб убивати велетнів.
Нова учениця її школи, Софія, хоче познайомитися з Барбарою, але та спочатку тримається осторонь. Шкільна психолог місіс Моллє перериває протистояння між Барбарою та хуліганками й намагається з'ясувати які проблеми дівчинка ховає за полюванням на велетнів.
Після уроків Барбара веде Софію до свого сховку, «святилища», де розповідає звідки беруться велетні, які їх різновиди. Вона показує Софії приманки та пастки, дарує «чарівний бойовий молот». Барбара пояснює, що примарні Провісники попереджають її про наближення велетнів. Софія не вірить в існування велетнів, але ці розповіді цікаві їй. Після того, як Барбару затримали в школі за образу вчителя, вона бере Софію на полювання. Софія починає сумніватися в адекватності Барбари, коли та показує труп оленя й каже, що насправді його вбив велетень.
Коли місіс Моллє згадує бейсбол, Барбара губиться в поганих спогадах і випадково вдаряє Софію. Вона вибачається, але засмучена Софія покидає її.
Пізніше до Софії звертається лідер хуліганів Тейлор, який переконує її показати їм кілька «химерних речей» Барбари. Вона неохоче веде хуліганів до «святилища», де ті розбирають багато пасток Барбари. Барбара виявляє чужинців і нападає на Тейлора. Розлючений Тейлор і його друзі жорстоко б'ють Барбару.
Співчуваючи їй, Софія забирає Барбару до себе додому. Потім Барбара розуміє, що опинилася на найвищому поверсі будинку і боїться, що «воно» її побачить. Шукаючи допомоги, зневірена Барбара відвідує Моллє, але покидає її, побачивши свою родину.
Барбара кілька днів прогулює школу, тому Софія та Моллє відвідують її будинок. Моллє дізнається, що мати Барбари хвора та не спускається з верхнього поверха будинку. Софія намагається переконати Барбару, що велетнів не існує. Тоді Барбара йде геть, а Провісники глузують з неї, кажучи, що вона надто слабка й не зможе перемогти чергового велетня.
На покинутій залізничній станції Барбара стикається з велетнем. Вона активує станцію керування поїздом, у результаті кілька вагонів згорають. Софія безуспішно намагається повернути Барбару. Наступного дня Барбару принижує Тейлор, поклавши скелет до її шафки. Стурбовані місіс Моллє та Карен продовжують шукати Барбару, яка прямує до свого «святилища», щоб помолитися про повернення свого молота.
Коли на місто налітає шторм, Моллє стикається з Барбарою по дорозі, кажучи, що її мати відчайдушно бажає її побачити, але розчарована дівчинка ігнорує її. Повернувшись у «святилище», Барбара бачить, що її сховок зруйнував мстивий Тейлор.
Раптом з води виходить найбільший велетень, титан. Барбара ледве не гине від його ударів, але виявляє, що молот опинився в її сумочці. Вона перемагає велетня, щоб захистити свою матір. Лежачи поранений на пляжі, титан розповідає, що він прийшов за Барбарою, а не за її матір'ю. Велетень хапає дівчинку та тягне її у воду. Барбара чує голос, який каже, що все живе мусить померти, що тікати від смерті означає відкидати життя, тому вона повинна знаходити радість у кожній миті, поки може. Барбара знаходить у собі сили виплисти на сушу, де возз'єднується з Софією.
Наступного дня Барбара піднімається нагору свого будинку, щоб побачити свою матір, яка помирає в ліжку. Барбара просить вибачення за те, що уникала її. Коли літо минає, мати Барбари помирає, але вона відновлює свої стосунки з Моллє, Карен і Софією. У ніч після похорону її будить титан, який спостерігав за нею з океану. Барбара відмовляється битися з ним і знову засинає.

## У ролях
| Актор                                     | Роль                           |
| ----------------------------------------- | ------------------------------ |
| Медісон Вулф                              | Барбара Торсон Barbara Thorson |
| Зої Салдана                               | Місіс Моллє Mrs. Mollé         |
| Імоджен Путс                              | Карен Торсон Karen Thorson     |
| Сидні Вейд (англ. Sydney Wade)            | Софія Sophia                   |
| Рорі Джексон (англ. Rory Jackson)         | Тейлор Taylor                  |
| Арт Паркінсон                             | Дейв Dave                      |
| Дженніфер Елі                             | Місіс Торсон Mrs. Thorson      |
| Ноель Кларк                               | Містер Моллє Mr. Mollé         |
| Чіара Окаллеген (англ. Ciara O'Callaghan) | Тереза Тюззо Theresa Tuzzo     |
| Джон Бойл (англ. John Boyle)              | Велетень (голос) Giant         |

## Сприйняття
На агрегаторі Rotten Tomatoes фільм отримав 77 % схвальних рецензій критиків із консенсусом: «Похмурий магічний реалізм „Я вбиваю велетнів“ іноді переходить у буденність, але вражаючий CGI та потужна гра Медісон Вулф мають несподіваний ефект». На Metacritic середня оцінка фільму склала 74 бали зі 100.
Як писала Емілі Йошіда у «Vulture», героїня фільму «Я вбиваю велетнів» — надзвичайно специфічна і складна дівчинка, і фільм дуже чітко розповідає про її горе. Барбара не страждає від свої відокремленості, але зрозуміло, що походження велетнів у її пригодах суто суб'єктивне і тому їх не так багато в кадрі. Можна було б сказати, що фільм милий, якби він не був так похмурий і дивний. В усякому разі вражає, що Барбара бореться зі свою проблемою не так, як це зробили б інші діти.
На думку Пітера Бредшоу з газети «The Guardian», «Я вбиваю велетнів» надто схожий на минулорічний «Голос монстра», а розгадка того, чи існують велетні насправді, «скромно приховується від нас через нечесну вигадку в оповіді практично до останнього моменту, створюючи фальшиву таємницю та фальшиву небезпеку».
Кейті Райф на сайті A.V.Club писала, що метафора «монстри = особиста трагедія» недостатньо конкретизована, а деталі особистого фентезійного світу Барбари витягуються з її життєвих обставин таким чином, що це робить ведмежу послугу наочному образу велетнів. До честі Андерса Волтера, він довго зберігає таємницю того, наскільки реальні велетні Барбари. Примітно також, що Барбара втілює жіночий образ, немислимий кілька десятиліть тому. Вона антисоціальна та агресивна, проте водночас мила і смілива.

## Цікаві факти
- Фільм створювався на основі серій однойменних коміксів 2008—2009 років Джозефа «Джо» Келлі, виданих у співавторстві з ілюстратором Кеном Ніімурою (англ. J. M. Ken Niimura).
- Прем'єрний показ кінострічки «Я вбиваю велетнів» пройшов на Міжнародному кінофестивалі в Торонто 9 вересня 2017 року.
- Геллі Беррі могла зіграти місіс Моллє́, але продюсери підрахували, що участь кінозірки може не окупитися.
- Для Зої Салдана «Я вбиваю велетнів» став четвертою роботою у фільмах за коміксами — після «Невдах» (2010), «Вартових Галактики» (2014) та «Вартових Галактики 2» (2017); у 2018 році вийшов ще один фільм із Зої Салдана, знятий за коміксами «Марвел» — «Месники: Війна нескінченності».
- Це другі спільні знімання Зої Салдани та англійського актора Ноеля Кларка, раніше вони разом працювали над фільмом «Стартрек: Відплата» (2013).[3][8]
- Події фільму відбуваються в США, проте він знімався в Бельгії та на узбережжі Ірландії;[9] в один з кадрів потрапив локомотив з назвою європейської вугледобувної компанії.
- Англійська школярка стверджує, що приїхала з Лідса (регіон Манчестера), проте говорить з акцентом жителів столичного регіону Англії.